# ピンナワラのゾウの孤児園
ピンナワラのゾウの孤児園（ピンナワラのゾウのこじえん、Pinnawela Elephant Orphanage、孤児院とも）はスリランカのサバラガムワ州ケーガッラにある親を亡くしたり、はぐれてしまった子ゾウを保護している施設。
2008年現在、84頭ほどのゾウが保護されている。生育したゾウはその後寺院やゾウ使いの元へと引き取られていく仕組みになっている。1975年にスリランカ政府の野生生物保護局によってランブッカナのマハオヤ川沿いにある10ヘクタールほどのココナッツプランテーションに設立されたのが始まりである。